# El nuvi dels meus somnis
El nuvi dels meus somnis (títol original: Dream for an Insomniac) és una comèdia romàntica  estatunidenca del 1996 escrita i dirigida per Tiffanie DeBartolo. La protagonitza Ione Skye, Jennifer Aniston i Mackenzie Astin. Ha estat doblada al català.

## Argument
Frankie (Ione Skye), un intel·lectual que treballa en el cafè del seu oncle, el Leo's Cafe Blue Eyes, espera conèixer al seu amor ideal, mentre confia en la seva amiga (Jennifer Aniston). David Shrader (Mackenzie Astin), agafa un treball en el cafè, però està compromès amb Molly (Leslie Stevens), que estudia dret, i eventualment tria a Frankie sobre la seva promesa, seguint-la a Los Angeles, on ha anat Allison, que està explorant la seva carrera d'actriu. Una trama secundària té a Rob (Michael Landes), el fill gai de Leo (Seymour Cassel), que tractar de convèncer el seu pare que és heterosexual, amb l'ajuda de Allison. Després que Allison i Frankie marxen, Rob surt de l'armari.

## Repartiment
- Ione Skye: Frankie
- Jennifer Aniston: Allison
- Mackenzie Astin: David Shrader
- Michael Landes: Rob
- Seymour Cassel: Oncle Leo
- Sean Blackman: Juice
- Michael Sterk: B.J.
- Leslie Stevens: Molly Monday
- Robert Kelker-Kelly: Trent
- David Rainey: repartidor

## Rebuda
La pel·lícula va recaptar només $26.000. Rotten Tomatoes li va donar una qualificació acumulativa d'un 50%.